# Scorpio weidholzi
Espèce
Synonymes
- Scorpio maurus weidholzi Werner, 1929

Scorpio weidholzi est une espèce de scorpions de la famille des Scorpionidae.

## Distribution
Cette espèce est endémique du Maroc. Elle se rencontre vers Marrakech dans la plaine du Haouz.

## Systématique et taxinomie
Cette espèce a été décrite sous le protonyme Scorpio maurus weidholzi par Werner en 1929. Elle est élevée au rang d'espèce par Lourenço en 2009.

## Étymologie
Cette espèce est nommée en l'honneur d'Alfred Weidholz.

## Publication originale
- Werner, 1929 : « Wissenschaftliche Ergebnisse einer zoologischen Forschungsreise nach Westalgerien und Marokko. » Sitzungsberichte der Kaiserliche Akademie der Wissenschaften in Wien, vol. 39, p. 115-192.